# Ilda
Ilda  è un nome proprio di persona italiano femminile.

## Varianti
- Femminili: Ilde[3], Elda[2]
  - Composti: Marilda
- Maschili: Ildo[3]

### Varianti in altre lingue
- Anglosassone: Hild[2], Hilda[2]
- Catalano: Hilda[4]
- Danese: Hilda[2]
- Finlandese: Hilda[2]
- Germanico: Hilda[2]
- Inglese: Hilda[2][5], Hylda[2]
- Islandese: Hildur[2]
- Latino: Hilda[2]
- Norreno: Hildr[2]
- Norvegese: Hilda[2], Hilde[2], Hildur[2]
- Olandese: Hilda[2], Hilde[2]
- Spagnolo: Hilda[2][4]
- Svedese: Hilda[2]
- Tedesco: Hilda[2][5], Hilde[2]
- Ungherese: Hilda[2]

## Origine e diffusione

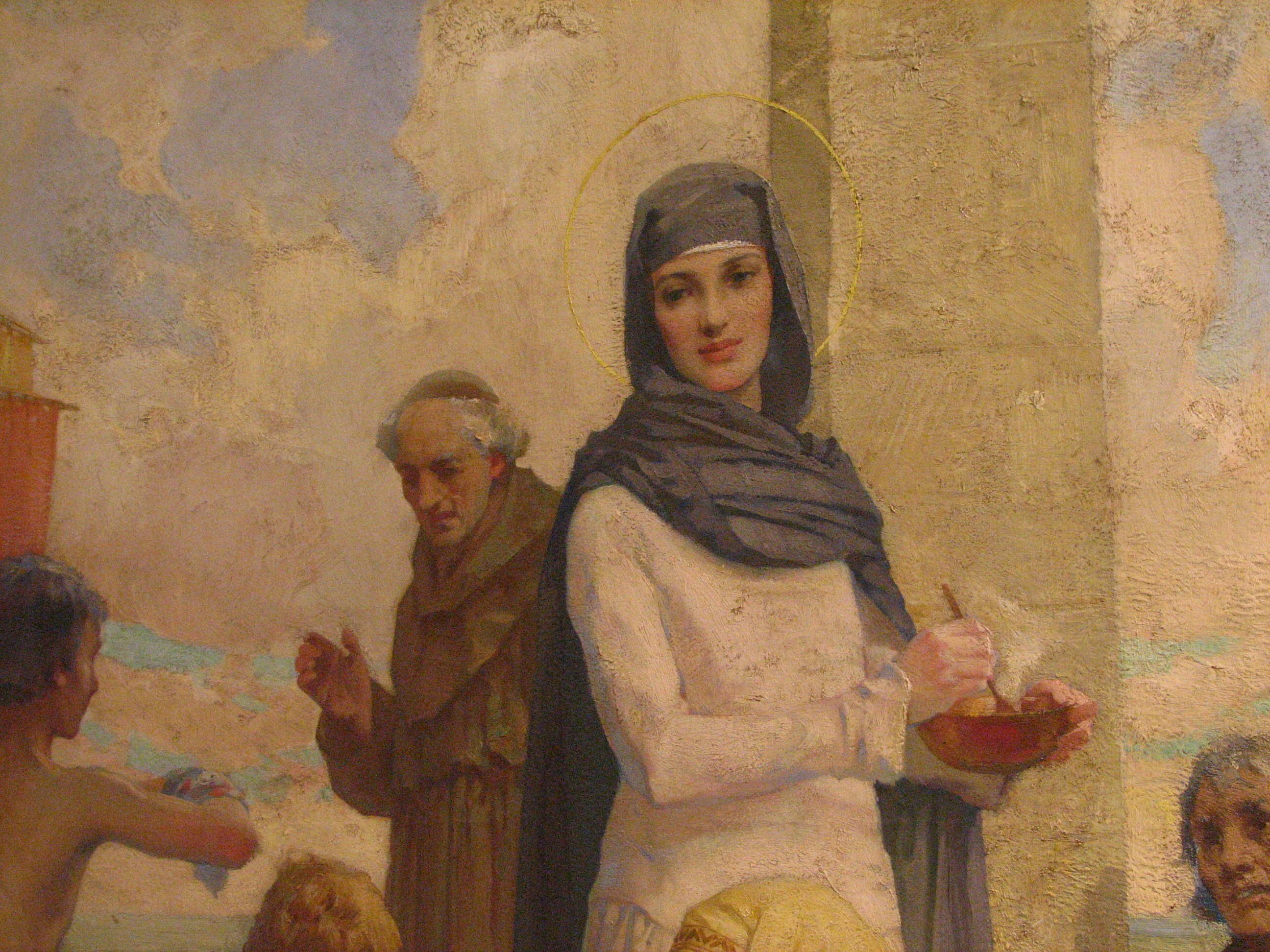
Ilda di Whitby in un dipinto di James Clark

Continua l'antico nome germanico Hilda (o forme imparentate come il norreno Hildr o l'anglosassone Hild); si trattava, generalmente, della forma tronca di altri nomi germanici contenenti la radice hilt(j)a, "battaglia", quali Ildegarda, Ildegonda, Brunilde, Crimilde, Batilde e via dicendo (anche se non è da escludere totalmente la possibilità che sia derivato direttamente da tale elemento, come nome semplice). Il significato viene quindi interpretato da alcune fonti come "donna-guerriera". 
Il nome venne portato da santa Ilda, badessa presso Whitby, e fu molto comune in Inghilterra fino al XIII secolo, dopodiché si rarificò (anche se rimase sempre in uso nell'area dove visse la santa); venne poi riportato in voga in tutti i paesi anglofoni a partire dal XIX secolo, come altri nomi di santi anglosassoni. In Italia, negli anni settanta, se ne contavano circa diecimila occorrenze, limitate perlopiù al Centro-Nord, con frequenza più alta in Toscana ed Emilia-Romagna.
In lingua ungherese esiste il nome Ildikó, forse derivato da Ilda.

## Onomastico
L'onomastico si può festeggiare il 17 novembre in memoria di sant'Ilda, badessa dell'abbazia di Whitby.

## Persone
- Ilda di Whitby, nobildonna e religiosa britannica
- Ilda Bartoloni, giornalista e scrittrice italiana
- Ilda Boccassini, magistrata italiana

### Variante Hilda

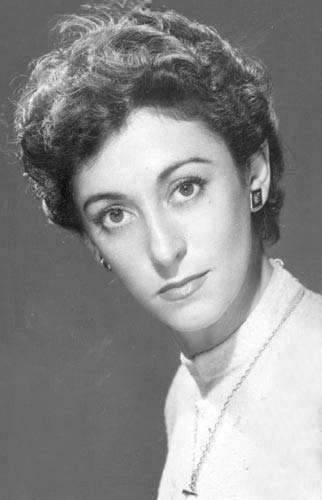
Hilda Bernard

- Hilda di Lussemburgo, granduchessa di Baden
- Hilda Bernard, attrice argentina
- Hilda Borgström, attrice svedese
- Hilda Clark, modella e attrice teatrale statunitense
- Hilda Doolittle, scrittrice e poetessa statunitense
- Hilda Gadea, economista peruviana
- Hilda Heinemann, moglie di Gustav Heinemann
- Hilda Käkikoski, politica, scrittrice e docente finlandese
- Hilda Solis, politica statunitense

### Variante Hilde
- Hilde Benjamin, giurista tedesca

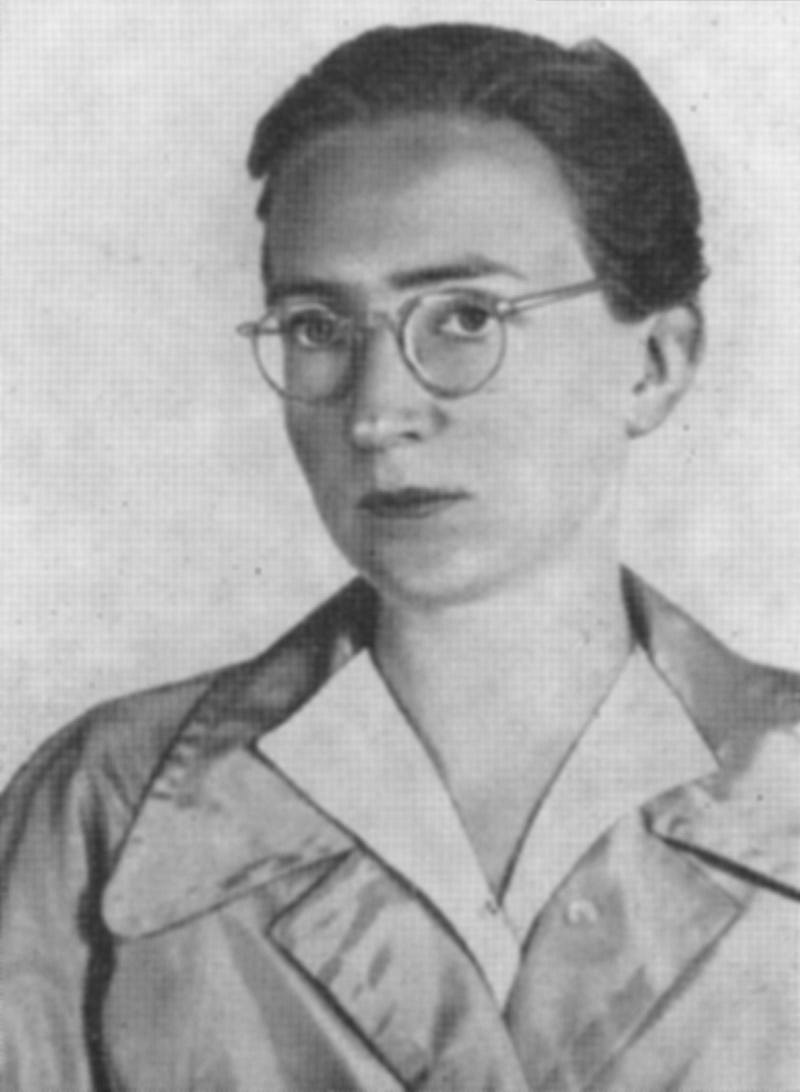
Hilde Rake

- Hilde Bruch, psichiatra statunitense
- Hilde Domin, poetessa e scrittrice tedesca
- Hilde Gerg, sciatrice alpina tedesca
- Hilde Gjermundshaug Pedersen, fondista norvegese
- Hilde Körber, attrice austriaca
- Hilde Rake, antifascista tedesca
- Hilde Sperling, tennista tedesca
- Hilde Weissner, attrice tedesca

### Variante Hildur
- Hildur Guðnadóttir, violoncellista e compositrice islandese

## Il nome nelle arti
- Hilda è un personaggio dell'anime Eureka Seven.
- Hilda è un personaggio del manga e anime Outlaw Star.
- Hilda è un personaggio del videogioco Final Fantasy II.
- Hilda è un personaggio del film del 1971 Bleak Moments, diretto da Mike Leigh.
- Hilde è un personaggio del film del 1963 La donna degli altri è sempre più bella, diretto da Marino Girolami.
- Hilde è un personaggio del film del 1963 L'amore difficile, diretto da Alberto Bonucci, Sergio Sollima, Nino Manfredi e Luciano Lucignani.
- Hilde è un'opera del disegnatore Hanz Kovacq.
- Hilda Adams è un personaggio dei romanzi Il nemico sconosciuto e Il pipistrello di Mary Roberts Rinehart.
- Hilda Buiteel è un personaggio del film del 1925 Man and Maid diretto da Victor Schertzinger.
- Hilda Crane è un personaggio del film del 1956 Paura d'amare, diretto da Philip Dunne.
- Hilde Garosi è un personaggio del film del 1947 I maledetti, diretto da René Clément.
- Hilde Knag è un personaggio del romanzo di Jostein Gaarder Il mondo di Sofia.
- Hilda Lessways è il titolo e la protagonista di un romanzo di Arnold Bennett.
- Hilda Serracinta è una hobbit dell'universo immaginario creato da John Ronald Reuel Tolkien.
- Hilda Spellman è un personaggio della serie televisiva Sabrina, vita da strega nonché della serie animata Sabrina.
- Hilde è un personaggio della saga videoludica Soulcalibur.
- Hilda Suarez è un personaggio della serie televisiva Ugly Betty.
- Ilda Tulli era uno pseudonimo usato da Nilla Pizzi.
- Ilda di Polaris è un personaggio dell'anime I Cavalieri dello zodiaco.
- La casa di Hilde è una canzone contenuta nell'album Alice non lo sa di Francesco De Gregori.
- A Marsport senza Hilda è il titolo di un racconto fantascientifico di Isaac Asimov, contenuto in diverse raccolte fra cui Nine Tomorrows, Misteri. I racconti gialli di Isaac Asimov e Le migliori opere di fantascienza..

## Toponimi
- 153 Hilda è un asteroide della fascia principale, il principale della Famiglia Hilda.